# Rio Düssel
O rio Düssel é um pequeno tributário do rio Reno na Renânia do Norte-Vestfália, Alemanha. Sua fonte é entre Wülfrath e Velbert. Ele corre para oeste através do Vale de Neander, onde os fósseis do primeiro homem-de-neandertal foram achados em 1856. Em Düsseldorf, ele se junta ao Reno; o nome Düsseldorf significa "a vila do Düssel".